# Traité d'économie politique
Le Traité d'économie politique est un livre d'économie politique de l'économiste classique français Jean-Baptiste Say. Sa première parution date de 1803. C'est le plus célèbre ouvrage de son auteur.
Le livre est organisé en trois parties, reprenant le triptyque désormais classique en économie : production, distribution et consommation des richesses. Say y défend une politique de libéralisme économique dans la lignée de l'école classique française et qui préfigure la révolution marginaliste et l'école autrichienne d'économie.

## Histoire
Le livre parait en 1803, mais rencontre l'hostilité de Napoléon, qui reproche à Say de défendre le libre-échange, alors qu’il met en place le blocus continental contre l'Angleterre. Say refusant d'amender son texte, aucune réédition ne sortira avant la fin du règne de Napoléon. Il sera cependant, dès lors, réédité quatre fois du vivant de son auteur, dont une par Charles Comte, à qui il inspirera la doctrine de l’industrialisme prôné dans le Censeur européen. Une réédition posthume est réalisée en 1841 avec la contribution de son fils Horace Émile Say. Les variantes à chaque édition sont nombreuses. Lors de la seconde édition, Say changea le plan de l'ouvrage.
Le traité a été réédité avec un Index Variorum en 2006 par Economica dans une édition des Œuvres complètes de Jean-Baptiste Say dirigée par André Tiran avec une équipe d'éditeurs : Emmanuel Blanc, Jean-Pierre Potier, Pierre-Henri Goutte, Claude Mouchot, Gilles Jacoud, Philippe Steiner.

## Contenu
L'ouvrage présente la synthèse de la pensée économique de Say de façon rigoureuse en suivant les trois étapes désormais classiques du circuit économique : production, distribution ou répartition, consommation. Il s'y appuie régulièrement sur ses observations et sur son expérience. Il sera, par la suite, entrepreneur dans la production de coton. 
Il est marqué par la reprise d'idées existantes, ainsi que par plusieurs idées fortes ou novatrices dans l'histoire de la pensée économique. Il s'oppose de façon générale à l'intervention de l'État dans l'économie et développe le rôle de l'entrepreneur dans une économie qui n'est pas condamnée à la fin de la croissance économique, comme le pensaient Adam Smith ou David Ricardo. Également à la différence d'Adam Smith, il considère une version très large de la définition de la richesse, qui ne correspond pas à une somme de produits mais à une somme d'utilités. Par conséquent, il inclut les services dans l'activité productive. Il développe donc une théorie de la valeur basée sur l'utilité et non sur le travail, se rapprochant par là de la conception subjective de la valeur. 
Pour lui, la monnaie n'a que le simple rôle de « voile », sans effet sur l'activité productive. Il écrit ainsi : « L'argent n'est que la voiture des produits ».
Enfin, il développe ce à quoi son nom reste le plus attaché, la « loi des débouchés » ou « loi de Say ». Elle postule que « c’est la production qui ouvre des débouchés aux produits » ou que « un produit terminé offre, dès cet instant, un débouché à d’autres produits pour tout le montant de sa valeur ». Formulé autrement, la production est une condition nécessaire pour créer des débouchés, mais pas forcément suffisante. Elle exclut la possibilité de crises de surproduction généralisées. Cette perspective, qui conduit à favoriser l'offre et non la demande, sera reprise, au XXe siècle, par l'école de l'offre d'Arthur Laffer et de Robert Mundell.

## Reconnaissance
Say a parfois été considéré comme principalement un diffuseur de la pensée d'Adam Smith. Cependant il s'en écarte dans le Traité sur de nombreux points. Son Traité aura une influence importante sur les économistes de l'école classique française comme Frédéric Bastiat ou Adolphe Blanqui, qui s'éloignent de l'école anglaise et préfigurent des courants économiques comme le marginalisme. William Stanley Jevons, un des fondateurs de ce courant, dira ainsi : « La vérité est avec l’École française, et plus tôt nous le reconnaîtrons, mieux cela vaudra ».
Bertrand Nogaro dira de l'ouvrage qu'il était « le premier livre qui fasse de l’ensemble de la science économique un exposé didactique, suivant un plan rigoureux. »